# Jaroslav Červený (fotbalista Židenic)
Jaroslav Červený (* 3. ledna 1920) je bývalý český fotbalový útočník.

## Fotbalová kariéra
V československé lize hrál za SK Židenice a SK Slezská Ostrava. Nastoupil v 84 ligových utkáních a dal 23 gólů.
Byl členem slavného dorostu SK Židenice z konce 30. let 20. století. Dalších šest jeho tehdejších spoluhráčů si v dresu židenického A-mužstva zahrálo I. ligu (brankář Kosta, záložníci Res, M. Vaněk a Zapletal, útočníci Klimeš a Krejčíř).

## Ligová bilance
| Ročník                      | Zápasy | Góly | Klub               |
| --------------------------- | ------ | ---- | ------------------ |
| Státní liga 1938/39         | 2      | 0    | SK Židenice        |
| Národní liga 1939/40        | 18     | 4    | SK Židenice        |
| Národní liga 1940/41        | 20     | 4    | SK Židenice        |
| Národní liga 1941/42        | 9      | 5    | SK Židenice        |
| Národní liga 1942/43        | 4      | 1    | SK Židenice        |
| Národní liga 1943/44        | 20     | 6    | SK Slezská Ostrava |
| Státní liga 1945/46         | 3      | 1    | SK Slezská Ostrava |
| Státní liga 1945/46         | 2      | 0    | SK Židenice        |
| Státní liga 1946/47         | 3      | 2    | SK Židenice        |
| Státní liga 1948            | 1      | 0    | Zbrojovka Židenice |
| Celostátní mistrovství 1949 | 2      | 0    | Zbrojovka Židenice |
| CELKEM                      | 84     | 23   |                    |